# Citlali Cristian
Citlali Cristian Moscote (* 15. April 1995 in San Juan de los Lagos) ist eine mexikanische Leichtathletin, die sich auf den Langstreckenlauf spezialisiert hat. 2023 siegte sie im Marathonlauf bei den Panamerikanischen Spielen in Santiago de Chile.

## Sportliche Laufbahn
Erste internationale Erfahrungen sammelte Citlali Cristian, die wegen eines Dopingverstoßes bereits 2019 eine zweijährige Sperre erhalten hatte, im Jahr 2022, als sie bei den Weltmeisterschaften in Eugene in 2:26:33 h den zehnten Platz im Marathonlauf belegte. Im Jahr darauf gewann sie bei den Zentralamerika- und Karibikspielen in San Salvador in 33:40,43 min die Bronzemedaille über 10.000 Meter hinter ihrer Landsfrau Laura Galván und Viviana Aroche aus Guatemala und anschließend gelangte sie bei den Weltmeisterschaften in Budapest mit 2:36:03 h auf Rang 34 im Marathonlauf. Im Oktober siegte sie dann in 2:27:12 h bei den Panamerikanischen Spielen in Santiago de Chile. 2024 wurde sie bei den Olympischen Sommerspielen in Paris in 2:30:03 h 27. im Marathon. Nach einem positiven Dopingtest wurde sie 2025 für drei Jahre gesperrt.
2022 wurde Cristian mexikanische Meisterin im 10.000-Meter-Lauf.

## Persönliche Bestleistungen
- 5000 Meter: 16:36,71 min, 25. Juli 2021 in Azusa
- 10.000 Meter: 33:25,80 min, 6. Februar 2022 in Puerto Vallarta
- Halbmarathon: 1:11:19 h, 7. April 2024 in Madrid
- Marathon: 2:24:53 h, 19. Februar 2023 in Sevilla